# Яйцекладуча молочнововняна свиня

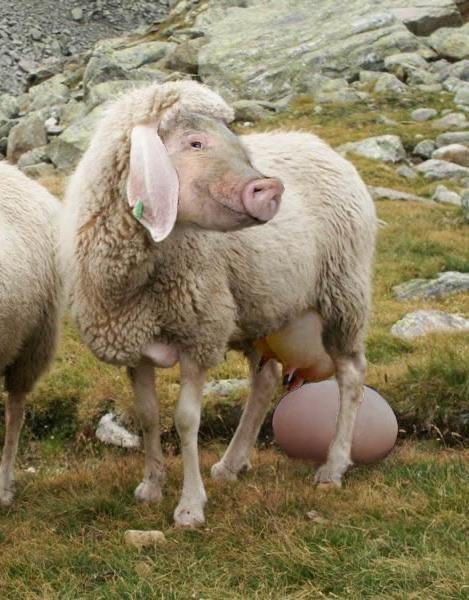
Художнє зображення, що поєднує свиняче рило, овече руно, вим’я корови та велике яйце.

Яйцекладуча молочнововняна свиня (нім.: eierlegende Wollmilchsau або eierlegendes Wollmilchschwein) — це німецький, фігуральний, переважно саркастичний, вираз що описує щось, наприклад, — річ, людину, або розв'язання проблеми, що (начебто) має лише переваги без жодних недоліків, задовольняє всі потреби та вимоги. Цей фразеологізм ілюструє такий ідеал, використовуючи уявну химерну тварину, що поєднує переваги багатьох різних видів свійських тварин, а саме, — курки (несе яйця), вівці (дає шерсть), корови (дає молоко) та свині (дає м’ясо).

## Історія
Вперше, у вигляді «eierlegenden Wollschwein», тобто, — свиня що дає шерсть та яйця, вислів було задокументовано в гумористичній поемі у 1959 році. В кінці 1960-х років вислів вже використовувався як фігура речі, переважно у військовому жаргоні, а з 70-х і як загально вживаний образ, як в оригінальному вигляді (тобто без згадування молока) так й з «додаванням» молока.
З часом вислів було запозичено й в інші мови, наприклад, у каталанську. 

## Цікаві факти
В німецькій мови вислів використовується з артиклем Der, що відповідає чоловічому роду, отже коли вислів було запозичено в каталанську, спочатку вислів використовувався у формі porc ponedor-lleter-llaner що може бути дослівно перекладено як «молочно-яйценосний кабано-баран» але, зважаючи на те, що в романських мовах граматичний рід тварини зазвичай відповідає її статі, а також враховуючи факт що молоко та яйця дають лише самки, така форма вислову не виглядала істотною й згодом перевагу набрала форма la truja ponedora-lletera-llanera, що може бути перекладено як «молочна свиноматка-віця-несучка».

## Приклад вживання
Образ може вживатися як у явному вигляді, так й у вигляді алюзій, наприклад:
Оголошення: організація шукає спеціаліста що, має вищу профільну освіту, не менше 10 років досвіду роботи, та не є старшим за 20 років.

Коментар: чи варто кандидату відразу принести на співбесіду пляшку молока та зразки яєць?